# Unidad judía Botwin
La Unidad judía Botwin o Compañía Judía Naftali-Botwin, denominada anteriormente Segunda Compañía del Batallón Palafox, fue una unidad de brigadista de origen judío que participó a favor del bando republicano durante la guerra civil española. Permaneció nueve meses en existencia activa en combate, llegando a morir al menos seis oficiales al mando.

## Historia
Se desconoce el número exacto de combatientes que formaron parte de ella, si bien originalmente fue formada por 152 combatientes. Lo que sí se sabe es que intervinieron, en primer lugar, en el frente de Extremadura, y luego en el de Aragón, en la batalla de Belchite y, por último, en la célebre batalla del Ebro, en el curso de la cual, el presidente de la Generalidad de Cataluña, Lluís Companys, les dedicó unas palabras.
Según las distintas fuentes, eran conocidos como los “diablos rojos”, por su valor en el frente.
Algunos de sus miembros fueron Alter Szerman, Karol Gutman, Jasza Zawidowicz, Moishe Rozenberg, Yosef Lipsman y Shamuel Shlosberg.
Esta unidad concluyó su actividad en septiembre de 1938, durante la ofensiva del Ebro. Muchos de sus integrantes murieron, y los sobrevivientes, algo menos de 90 brigadistas, fueron hechos prisioneros aunque, posteriormente, al comprobarse que eran judíos, fueron ejecutados por el Ejército de Franco, a diferencia de los españoles que fueron llevados a campos de prisioneros.
Mientras estuvo activa, la Unidad judía Botwin llegó incluso a editar un periódico en yidis, del que se publicaron seis números.